# دو دیز ماژور
دو دیز ماژور (انگلیسی: C-sharp major) با مخفف (♯C) یک تنالیته بر پایه نت دو دیز و فواصل آن بر اساس گام ماژور است.

## تعریف
گام دو دیز ماژور شامل نت‌های : دو دیز، ر دیز، می دیز، فا دیز، سل دیز، لا دیز، سی دیز و اکتاو است. این گام دارای هفت علامت دیز در سرکلید است.
مینور نسبی آن لا دیز مینور و گام موازی، دو دیز مینور است.

## آثار در دو دیز ماژور
- فوگ و پرلود در «دو دیز ماژور» اثر باخ (BWV 848)